# Belo (Unternehmen)
Die Belo Corp. war ein börsennotierter US-amerikanischer Medienkonzern. Er entstand Mitte des 19. Jahrhunderts als Zeitungsverlag. Nach Umstrukturierungen im Jahr 2008 war er zuletzt Betreiber von 20 Fernsehstationen und zwei regionalen Kabelnachrichtensendern. Sitz der Firma war die texanische Stadt Dallas. Sie war das älteste durchgängig bestehende Unternehmen in Texas.

## Geschichte

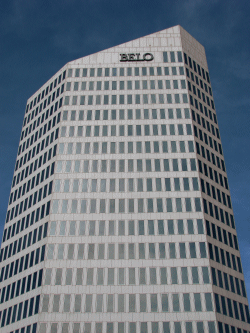
Verwaltungsgebäude der Belo Corp. in Dallas

Der Ursprung des Unternehmens war ein Zeitungsverlag in Galveston, in dem ab dem 11. April 1842 die Daily News erschienen. 1857 begann er mit der Herausgabe des Texas Almanac.
Alfred Horatio Belo erwarb den Verlag 1876. Ab 1885 produzierte er mit der Tageszeitung The Dallas Morning News das Flaggschiff des Hauses und setzte George Bannerman Dealey als Herausgeber ein. 1923 wurde das Blatt in Galveston veräußert und das Unternehmen verlegte seinen Sitz nach Dallas. 1926 wurde der Name A. H. Belo Corporation geändert, seit 2002 lautet er Belo Corp.
In Dallas entwickelte sich die Firma zu einem bedeutenden Medienkonzern, zu dem auch Radio- und Fernsehprogramme, darunter der Sender WFAA-TV, gehören. Am 1. Oktober 2007 kündigte der Konzern eine Trennung des Zeitungs- und des Fernsehgeschäfts an. Seit 2008 wird der Zeitungsverlag wieder eigenständig unter dem alten Firmennamen A. H. Belo Corporation geführt.
Im Dezember 2013 übernahm der Medienkonzern Gannett Belo. Einige Fernsehstationen Belos wurden im Zuge der Übernahme an andere Wettbewerber weiterveräußert. Gannett konnte durch die Übernahme die Anzahl von Fernsehstationen in seinem Portfolio fast verdoppeln. Durch eine Aufspaltung des Gannett-Konzerns 2015 wurden dessen Zeitungsverlage und die Fernsehstationen und Onlineangebote voneinander getrennt. Nach der Ausgliederung des Zeitungsgeschäfts benannte sich Gannett in Tegna um, während das Zeitungsgeschäft unter dem alten Namen Gannett fortgeführt wird. Die ehemaligen Belo-Sender werden seitdem von Tegna betrieben.

## Quelle
- Historical Marker der Texas Historical Commission (errichtet 1992)